# Réseau Saint-Jacques
Le Réseau Saint-Jacques est un réseau de renseignements de résistance intérieure française créé par Maurice Duclos, affecté au Service de renseignements qui allait devenir le Bureau central de renseignements et d'action (BCRA), sous les ordres du capitaine Passy,,.

## Historique
Créé début août 1940, le Réseau Saint-Jacques serait le 1er réseau de Résistance de la France occupée. Il a établi la 1re liaison radio entre Paris et Londres en avril 1941,,.
Envoyé en mission en France le 4 août 1940 sur la demande de Churchill, Maurice Duclos établit son bureau à Paris et monte rapidement un réseau couvrant différentes régions de la zone occupée. Lucien Feltesse, alias « Jean Boulard », fut chargé de la Somme, du Nord, du Pas-de-Calais et de la Belgique. Sous ses ordres, Georges Delaive, dit « Sanglier », organisa la Somme et le Pas-de-Calais. Une antenne couvrit le littoral Picard, sous l'égide de René Wibaux, dit « Pélican », médecin-chef de l'hôpital de Berck, et de son fils Fernand Wibaux, dit « Fred ».
Le Réseau Saint-Jacques intègre en mai 1941, le Réseau Orion créé dès juillet 1940 par Henri d'Astier de La Vigerie et Georges Piron de la Varenne.

## Membres du réseau
- Paul Gosset
- Roger Derry, abbé et résistant français, arrêté le 9 octobre 1941, décapité à Cologne le 15 octobre 1943[9].
- Georges Piron de la Varenne, résistant belge, arrêté à Paris le 9 octobre 1941, décapité à Cologne le 15 octobre 1943.
- Jean Vérines, gendarme et résistant français, arrêté en 1941, fusillé le 20 octobre 1943 à Cologne[10].
- René Wibaux, docteur en médecine et pharmacien[11].